# Площадь Краснопресненская Застава
Пло́щадь Краснопре́сненская Заста́ва — площадь в центре Москвы, часть исторического Камер-Коллежского вала между улицами Красная Пресня, Трёхгорный Вал, 1905 Года, Большой Декабрьской, Пресненский Вал и Звенигородским шоссе. Здесь расположена станция метро «Улица 1905 года».

## Происхождение названия
Современное название получила в 1940 году в память боев 1905 года на Пресне. Ранее — Пресненская застава или площадь Пресненской Заставы, где слово застава означало загражденный шлагбаумом проезд на пересечении Большой Пресненской улицы (с 1918 года — улица Красная Пресня) с Камер-Коллежским валом. По дороге, продолжавшей улицу на запад за пределы вала, застава именовалась также Звенигородской.

## История

Монумент памяти революции 1905 года в Москве. Подпись у основания монумента: «Революции 1905—1907 годов посвящается»

В 1970-е годы на площади стоял электросветовой информатор погоды, который сообщал о погоде в Москве, столицах союзных республик, температуры воды в Подмосковье, прогнозе погоды на ближайшие трое суток. По планам 1970-х годов, площадь должна была стать центром мемориального комплекса, увековечивающего подвиг рабочего класса в революции 1905 года.
В 1981 году на площади была установлена скульптурная группа — памятник революции 1905 года. Авторы вдохновлялись эпизодом, произошедшем на демонстрации 10 декабря 1905 года, когда А. С. Быкова и М. А. Козырева с флагом в руках вышли навстречу вооружённым казакам. В начале 1990-х памятник был повреждён: неизвестные отломили саблю в руке конного казака; в таком виде памятник остаётся по сей день.

## Описание
Площадь Краснопресненская Застава входит в бывший Камер-Коллежский вал между улицами Трёхгорный Вал и Пресненский Вал. С востока на неё выходит улица Красная Пресня, которая переходит за площадью в Звенигородское шоссе. С запада площадь ограничена улицей 1905 года, на которую здесь же выходит Большая Декабрьская улица.
У южного вестибюля станции метро «Улица 1905 года» расположен монумент памяти революции 1905 года (1981, скульпторы О. А. Иконников, В. А. Федоров, архитекторы М. Е. Константинов, А. М. Половников, В. Н. Фурсов).

## Общественный транспорт
- Станция метро  Улица 1905 года.
- Автобусы: м6, 12, 39, 64, 69, 152, 423, 850, 869, С43, т18, т35, т54, т79.